# Андре Тейшейра (плавець)
Андре Тейшейра (порт. André Teixeira, 24 квітня 1974) — бразильський плавець.
Учасник Олімпійських Ігор 1992, 1996 років.
Призер Чемпіонату світу з водних видів спорту 1994 року.
Призер Панамериканських ігор 1995 року.